# Krajowy Ośrodek Wsparcia Rolnictwa

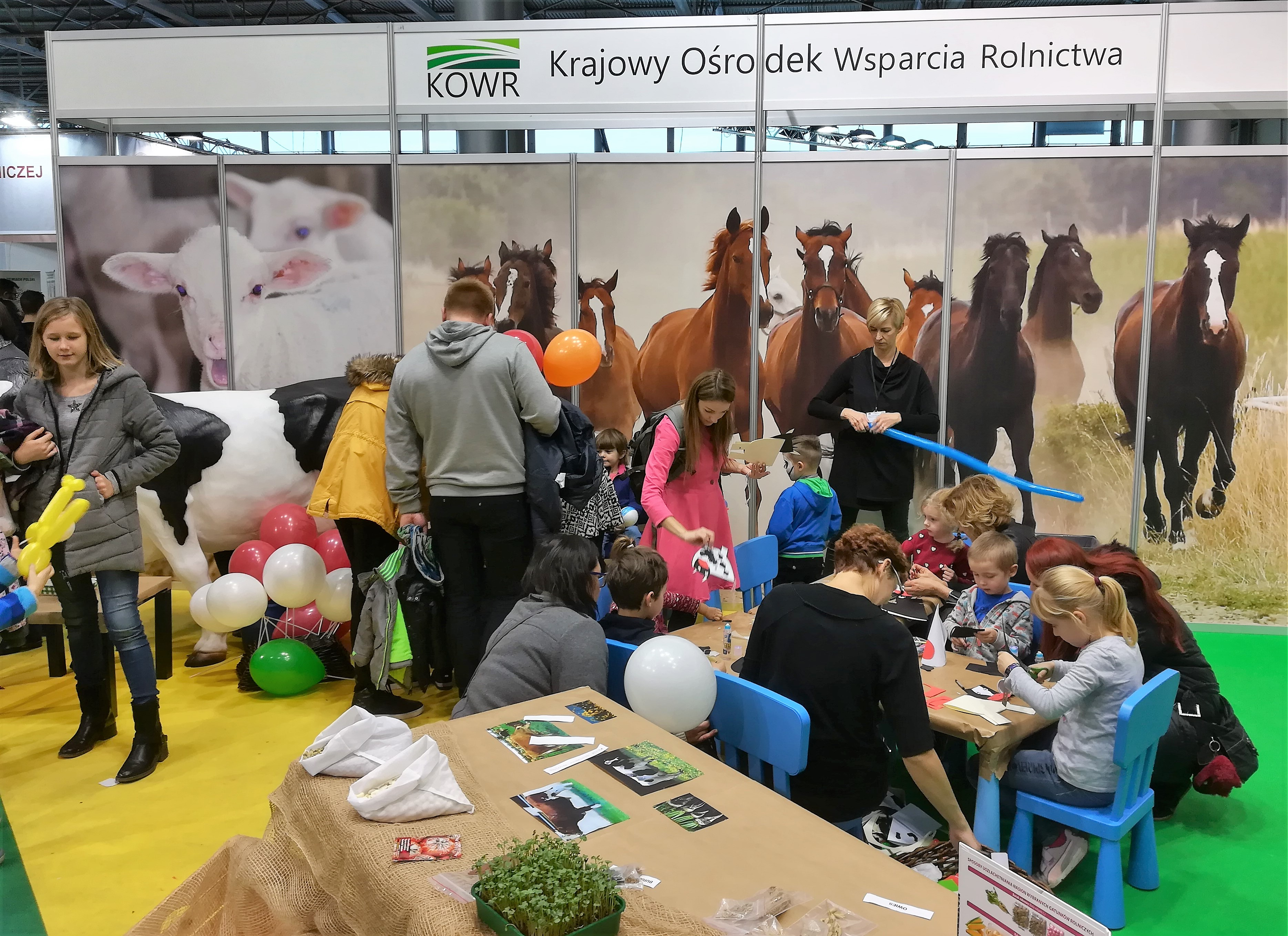
Stoisko KOWR na Narodowej Wystawie Rolniczej w Poznaniu w 2018

Krajowy Ośrodek Wsparcia Rolnictwa (KOWR) – polska państwowa osoba prawna będąca agencją wykonawczą, działająca na podstawie ustawy z dnia 10 lutego 2017 r. o Krajowym Ośrodku Wsparcia Rolnictwa (Dz.U. z 2025 r. poz. 294).

## Historia
Powstała 1 września 2017 roku na podstawie art. 45 ust. 2 ustawy z dnia 10 lutego 2017 roku – Przepisy wprowadzające ustawę o Krajowym Ośrodku Wsparcia Rolnictwa (Dz.U. z 2017 r. poz. 624). Połączyła dotychczasowe zadania Agencji Nieruchomości Rolnych (ANR) i część zadań Agencji Rynku Rolnego (ARR). Od tej pory Agencja Restrukturyzacji i Modernizacji Rolnictwa stała się jedyną agencją płatniczą dla Wspólnej Polityki Rolnej w Polsce. Zadania KOWR to: gospodarowanie nieruchomościami rolnymi Skarbu Państwa (sprzedaż i dzierżawa), nieodpłatne przekazywanie gruntów i bezzwrotna pomoc finansowa, nadzór nad spółkami o szczególnym znaczeniu dla gospodarki narodowej, wydawanie decyzji dotyczących zgody na prywatny obrót ziemią (tzw. UKUR), promocja polskich produktów rolno-spożywczych w kraju i zagranicą, opracowywanie oraz upowszechnianie informacji związanych z realizacją mechanizmów aktywnej polityki rolnej na rynkach produktów rolnych i żywnościowych.
Krajowy Ośrodek Wsparcia Rolnictwa składa się w centrali podzielonej na 6 pionów merytorycznych (innowacji i rozwoju, gospodarowania nieruchomościami, rynków rolnych, nadzoru nad spółkami, finansowo-administracyjny, operacyjny), 17 Oddziałów Terenowych (po jednym w każdym województwie, z wyjątkiem Zachodniopomorskiego, które posiada dwa OT) oraz ponad 60 biur zamiejscowych. Siedziba centrali instytucji mieści się na ul. Karolkowej 30 w Warszawie. Nadzór nad instytucją sprawuje minister właściwy do spraw rozwoju wsi.
KOWR nadzoruje 41 spółek, w tym:
- spółki hodowli roślin – 8,
- spółki hodowli zwierząt – 19,
- spółki hodowli koni i stada ogierów – 14[2].

## Kierownictwo[3]
- Henryk Smolarz – Dyrektor Generalny od 10 stycznia 2024[4][5]
- Leszek Iwaniuk – zastępca Dyrektora Generalnego od 17 stycznia 2024[6]
- Lucjan Zwolak – zastępca Dyrektora Generalnego od 17 stycznia 2024
- Tomasz Ciodyk – zastępca Dyrektora Generalnego od 13 marca 2024[7]
- Jan Szopiński – zastępca Dyrektora Generalnego od 19 kwietnia 2024[8]

## Dyrektorzy Generalni
- Witold Strobel (1 września 2017 – 2 lipca 2018)
- Piotr Serafin (3 lipca 2018 – 6 marca 2019, p.o.)
- Grzegorz Pięta (6 marca 2019 – 29 października 2020, p.o.)
- Małgorzata Gośniowska-Kola (29 października 2020 – 1 kwietnia 2022, p.o.)
- Waldemar Humięcki (1 kwietnia 2022[9] – 10 stycznia 2024)